# Липська Ольга Антонівна
Ольга Анто́нівна Ли́пська (1860, Чернігів — 1900, Київ) — українська піаністка і громадська діячка, учениця та соратниця композитора Миколи Лисенка, приятелька Лесі Українки.

## Загальні відомості
Ольга Липська — дочка відставного підполковника Антона Яковича Липського (1815—1880) родом з Польщі, та чернігівської дворянки.
Була піаністкою. 1877 року на концерті в Чернігові познайомилась з Миколою Лисенком, який запропонував їй послуги з підготовки до вступу в консерваторію. Після її переїзду до Києва для удосконалення своїх і без того бездоганних знань музики і відвідування лекцій Лисенка стала згодом його другою дружиною, натхненницею і помічницею в його громадській роботі.
В шлюбі народила сімох дітей, з яких двоє (Катерина, 1878 та Богдан 1881 року народження) померли немовлятами. Вижили: Катерина (1880—1948), Галина (1883—1965), Остап (1885—1968), Мар'яна (1887—1946), Тарас (1900—1921). Оскільки вона була невінчаною дружиною, Липська їздила народжувати дітей навіть у Петербург. Це ускладнювало її психологічний стан. Якось вона зізналася Лесі Українці, що почувається «тінню» чоловіка — згодом поетеса написала саме про неї вірш «Забута тінь» зі збірки «Думи і мрії»…
Як писала Олена Пчілка, Ольга Липська «була гарної вроди», а вдачу «мала трохи різку», була вона «свідома, переконана українка. Власне, завдяки їй діти її вийшли щирими українцями». Ольга Липська створила дружню і щиру атмосферу у своїй родині. Для дітей вона була люблячою матір'ю і музичною педагогинею, часто грала улюблені п'єси Чайковського, Шумана і, звичайно, твори чоловіка. Софія Тобілевич пригадувала: «Глибока взаємна дружба й пошана одне до одного зміцнила їхнє кохання. Ні в одному подружжі, ні раніше, ні пізніше, я не бачила таких глибоко щирих, повних взаємного довір'я й пошани стосунків між чоловіком та дружиною».
Разом з тим, «не тільки вдома Ольга Антонівна була вірною помічницею Миколи Віталійовича, а й у різних справах громадського значення, які організовував Лисенко. А він же невтомно був зайнятий тими справами і на них витрачав і сили свої, і енергію, і дорогий час. … Ольга Антонівна мала великий вплив і на творчу роботу композитора».
Микола Лисенко згадував: «Що це за громадянська людина була вона, а мою ідею служіння батьківщині вона всією душею сприйняла і допомагала, як ніхто». Ольга Липська, зокрема, переписувала ноти творів чоловіка, який називав її «генеральним писарем війська Лисенкового».
1900 року Ольга Липська раптово померла від ускладнень пологів при народженні восьмого сина Тараса, що стало великим потрясінням для чоловіка.

## Пам'ять
Про кохання Миколи Лисенка і Ольги Липської, про трагічну смерть коханої жінки композитора йдеться в другій частині фільму «Микола Лисенко» документального серіалу «Гра долі» від студії «ВІАТЕЛ» з ведучою Наталкою Сопіт.